# ライル・メイズ
ライル・メイズ（Lyle Mays、1953年11月27日 - 2020年2月10日）は、アメリカのジャズ・ピアニスト。キーボディスト。作曲家。ウィスコンシン州ウォーソーキー出身。
パット・メセニー・グループのメンバーとして知られている。特徴のあるシンセサイザーの音色がパット・メセニー・グループのトレードマークになっているが、シンセでソロをとることは稀で、ほとんどのソロはアコースティック・ピアノによるものである。
2020年2月、再発性疾患との闘病生活の末、ロサンゼルスで亡くなった。

## ディスコグラフィ

### ソロ・アルバム
- 『心象風景 - ミラー・オブ・ザ・ハート』 - Lyle Mays (1986年、Geffen)
- 『ストリート・ドリームス』 - Street Dreams (1988年、Geffen)
- 『フィクショナリー』 - Fictionary (1993年、Geffen) ※with マーク・ジョンソン、ジャック・ディジョネット
- 『ソロ - 残響』 - Solo: Improvisations for Expanded Piano (2000年、Warner Bros.)
- 『ルートヴィヒスブルク・コンサート』 - The Ludwigsburg Concert (2016年、Naxos)

### パット・メセニー・グループ
- 『パット・メセニー・グループ』 - Pat Metheny Group (1978年、ECM)
- 『アメリカン・ガレージ』 - American Garage (1980年、ECM)
- 『オフランプ』 - Offramp (1982年、ECM)
- 『トラヴェルズ』 - Travels (1983年、ECM)
- 『ファースト・サークル』 - First Circle (1984年、ECM)
- 『コードネームはファルコン』 - The Falcon And The Snowman (1985年、EMI)
- 『スティル・ライフ』 - Still Life (Talking) (1987年、Geffin)
- 『レター・フロム・ホーム』 - Letter From Home (1989年、Geffin)
- 『ザ・ロード・トゥ・ユー』 - The Road To You (1993年、Geffin)
- 『ウィ・リヴ・ヒア』 - We Live Here (1995年、Geffin)
- 『カルテット』 - Quartet (1996年、Geffin)
- 『イマジナリー・デイ』 - Imaginary Day (1997年、Warner Bros.)
- 『スピーキング・オブ・ナウ』 - Speaking Of Now (2002年、Warner Bros.)
- 『ザ・ウェイ・アップ』 - The Way Up (2005年、Nonesuch)

### パット・メセニー&ライル・メイズ
- 『ウィチタ・フォールズ』 - As Falls Wichita, So Falls Wichita Falls (1981年、ECM)

### パット・メセニー
- 『ウォーターカラーズ』 - Watercolors (1977年、ECM)
- 『シークレット・ストーリー』 - Secret Story (1992年、Geffen)

### 参加アルバム
- フィル・ウィルソン : The Sound of the Wasp (1975年、ASI)
- スティーヴ・スワロウ : 『ホーム』 - Home (1979年、ECM)
- ジョニ・ミッチェル : 『シャドウズ・アンド・ライト』 - Shadows and Light (1980年、Asylum)
- エバーハルト・ウェーバー : 『第三の扉』 - Later That Evening (1982年、ECM)
- ボブ・モーゼス : 『エレファント・ドリーム』 - When Elephants Dream of Music (1982年、Gramavision)
- リッキー・リー・ジョーンズ : 『マイ・ファニー・ヴァレンタイン』 - Girl at Her Volcano (1983年、Warner Bros.)
- ペドロ・アスナール : 『コンテンプラシオン』 - Contemplación (1984年、Tabriz)
- マーク・アイシャム : 『フィルム・ミュージック』 - Film Music (1985年、Windham Hill) ※映画『燃えつきるまで』サウンドトラック
- ベティ・バックリー : Betty Buckley (1986年、Rizzoli)
- ボブ・モーゼス : The Story of Moses (1987年、Gramavision)
- アース・ウィンド・アンド・ファイアー : 『ヘリテッジ』 - Heritage (1990年、Columbia)
- ボビー・マクファーリン : Medicine Music (1990年、EMI)
- ポール・マッキャンドレス : Premonition (1991l年、Windham Hill)
- ウディ・ハーマン : Live in Warsaw (1976)  (1992年、Storyville)
- イゴール・ブットマン : Falling Out (1994年、Impromptu)
- ナンド・ローリア : Points of View (1994年、Narada)
- Noa : 『ノア』 - Noa (1994年、Geffen)
- トゥーツ・シールマンス : 『イースト・コースト、ウェスト・コースト』 - East Coast West Coast (1994年、Private Music)
- Pat Coil : Schemes and Dreams (1994年、Sheffield Lab)
- ベティ・バックリー : Fifteen Year Anniversary (2000年、K.O.)